# Pargalı İbrahim Pasza
Pargali Ibrahim Pasza (tur. Pargalı İbrahim Paşa; ur. 1493 w Pardze, Republika Wenecka, zm. 15 marca 1536 w Stambule) – osmański polityk i dowódca wojskowy, wielki wezyr w latach 1523–1536. Przyjaciel i prawdopodobnie szwagier Sulejmana I Wspaniałego.

## Życiorys
Pochodził z rodziny greckich chrześcijan – rybaków z Pargi. W 1523 r. sułtan Sulejman I Wspaniały, którego był najbliższym przyjacielem, powierzył mu urząd wielkiego wezyra sprawowany przez następne trzynaście lat. Brał udział w bitwie pod Mohaczem 29 sierpnia 1526 r., dowodził oblężeniem Wiednia w 1529 r., a w latach 1532–1534 walczył z powodzeniem jako naczelny wódz w I wojnie turecko-perskiej. Wielki wezyr był człowiekiem świetnie wykształconym, zarówno w zakresie strategii wojennej, jak i dyplomacji (znał 8 języków). Wenecjanie nazywali go  "Wspaniałym". Pasza patronował także sztuce. Zgromadził dużą kolekcję obrazów i rzeźb. Do dziś w jego dawnym pałacu znajduje się muzeum malarstwa.
Około 1520 roku Ibrahim podarował padyszachowi niewolnicę Roksolanę (późniejszą sułtankę Hürrem). W wyniku jej intryg został oskarżony o spisek i stracony z polecenia sułtana, to zdarzenie jest wskazywane jako jeden z momentów wyznaczających początek sułtanatu kobiet.

## Życie prywatne
Ibrahim poślubił sułtankę Hatice, siostrę sułtana Sulejmana I Wspaniałego, co uczyniło go członkiem (damat) dynastii. Część historyków twierdzi jednak, że jego żoną była Muhsine Hatun, wnuczka Mihaloğlu İskendera Pasza, który był wezyrem w czasach rządów sułtana Bajazyda II (dziada Sulejmana Wspaniałego).

## W kulturze
- Ibrahim Pasza jest jedną z ważniejszych postaci tureckiego serialu Wspaniałe stulecie. W jego rolę wcielił się Okan Yalabık.
- Postać wielkiego wezyra jest również jedną z ważniejszych postaci drugoplanowych w książce fińskiego pisarza Mika Waltariego, Mikael Hakim.